# Краун Хајтс (Њујорк)
Краун Хајтс (енгл. Crown Heights) насељено је место без административног статуса у америчкој савезној држави Њујорк.

## Демографија
По попису из 2010. године број становника је 2.840, што је 152 (-5,1%) становника мање него 2000. године.
| Група             | 2000.         | 2010.         |
| Белци             | 2.365 (79,0%) | 2.015 (71,0%) |
| Афроамериканци    | 272 (9,1%)    | 269 (9,5%)    |
| Азијати           | 131 (4,4%)    | 162 (5,7%)    |
| Хиспаноамериканци | 196 (6,6%)    | 313 (11,0%)   |
| Укупно            | 2.992         | 2.840         |